# 惠州经济职业技术学院
惠州经济职业技术学院，简称惠州经济学院，是经广东省人民政府批准、国家教育部备案、广东省教育厅主管的全日制普通高等院校。